# 그리스의 재외공관 목록

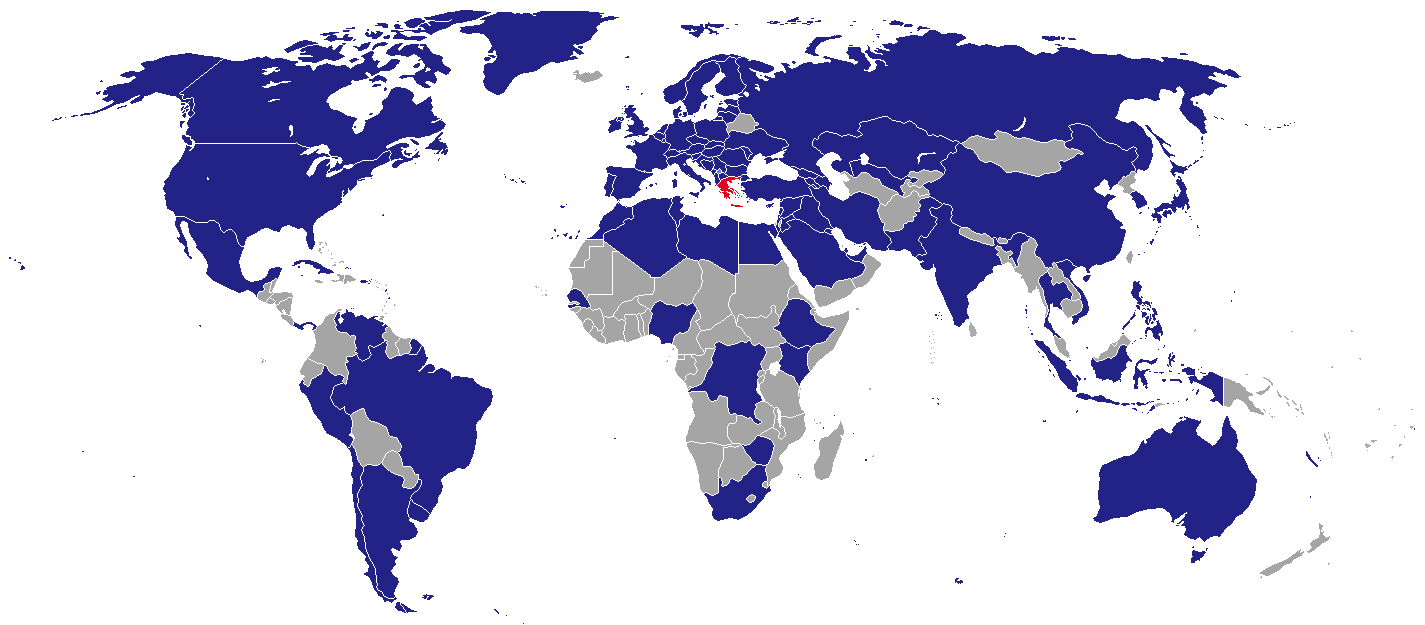
그리스의 재외공관

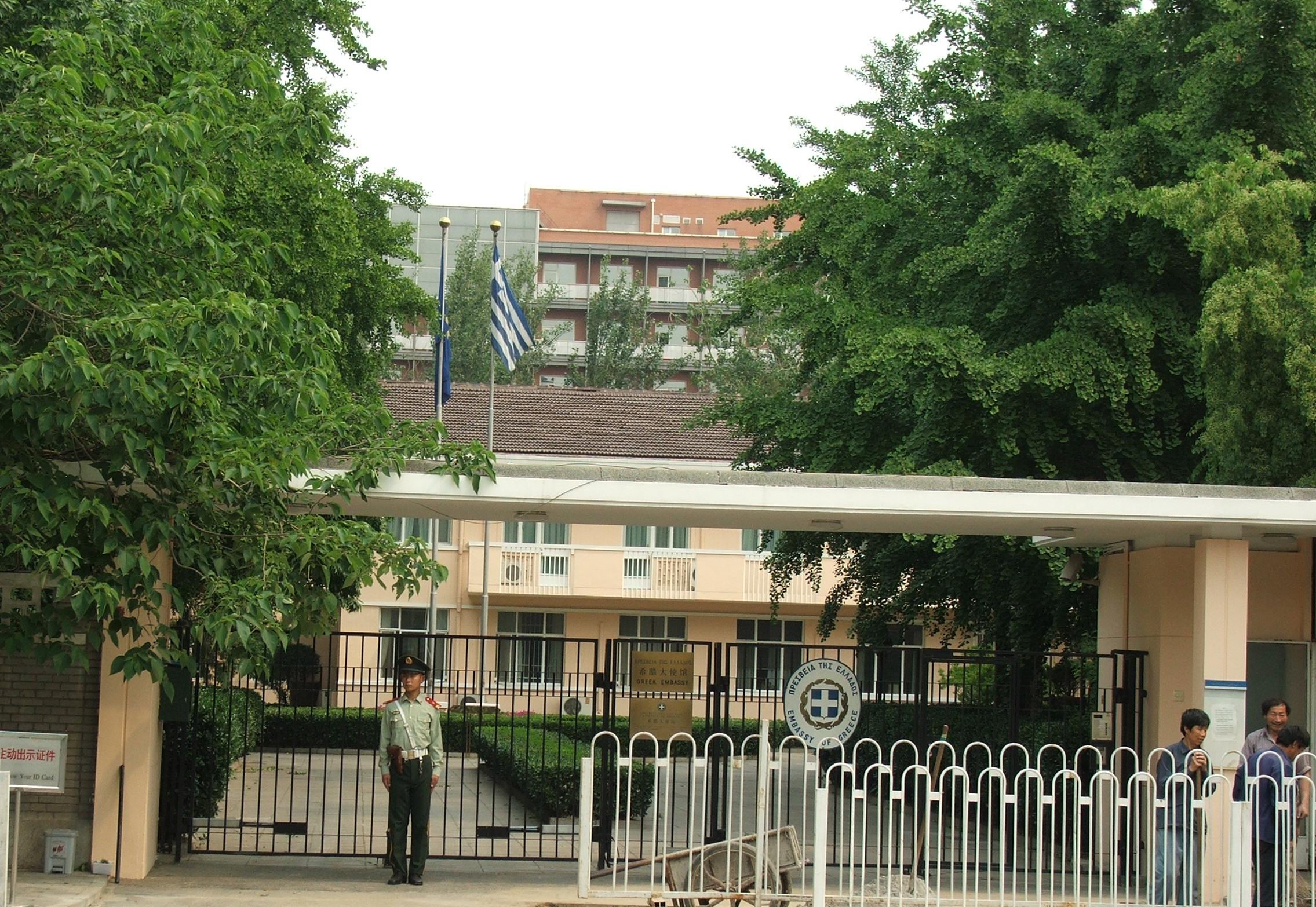
베이징 주재 그리스 대사관

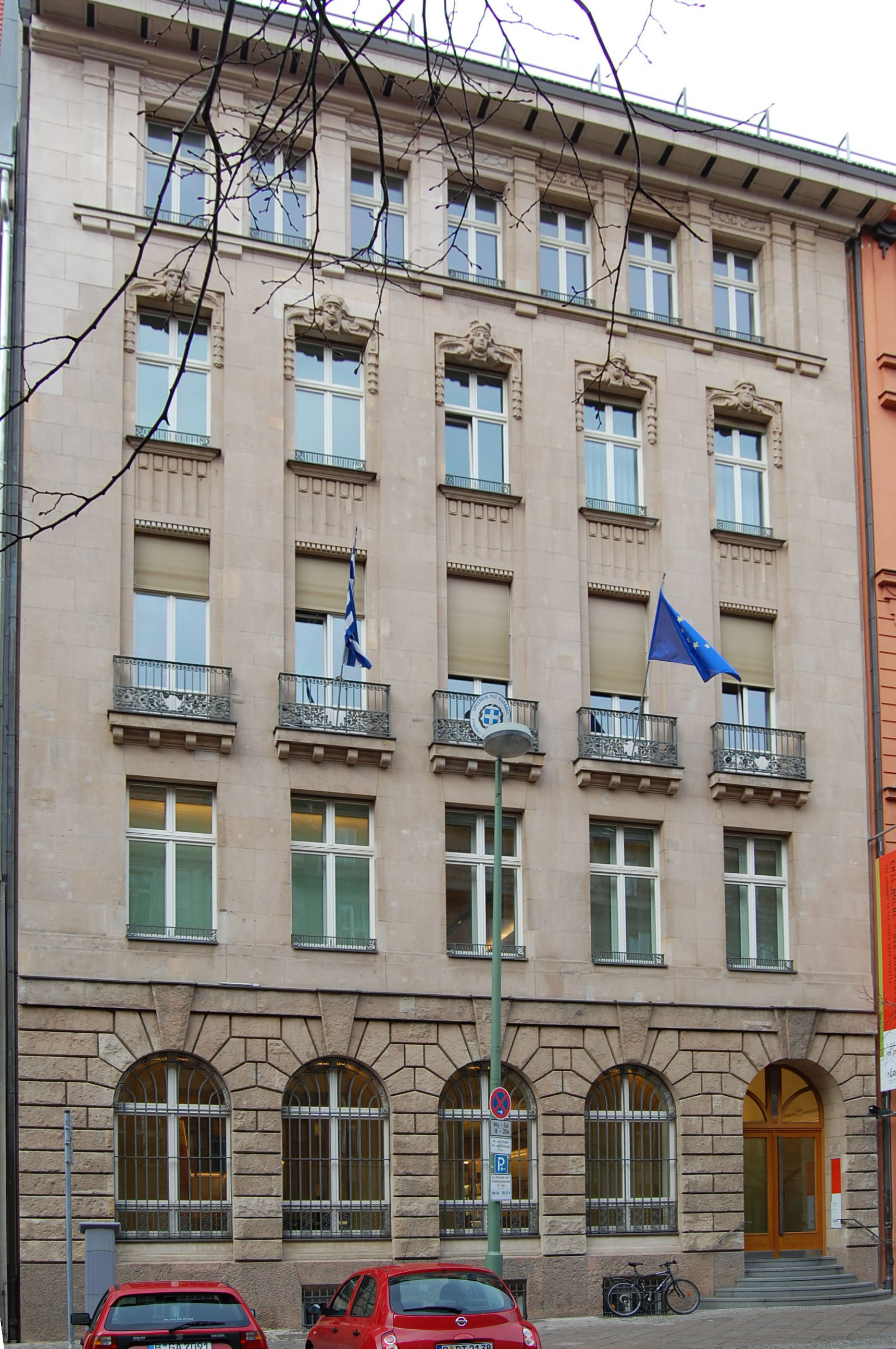
베를린 주재 그리스 대사관

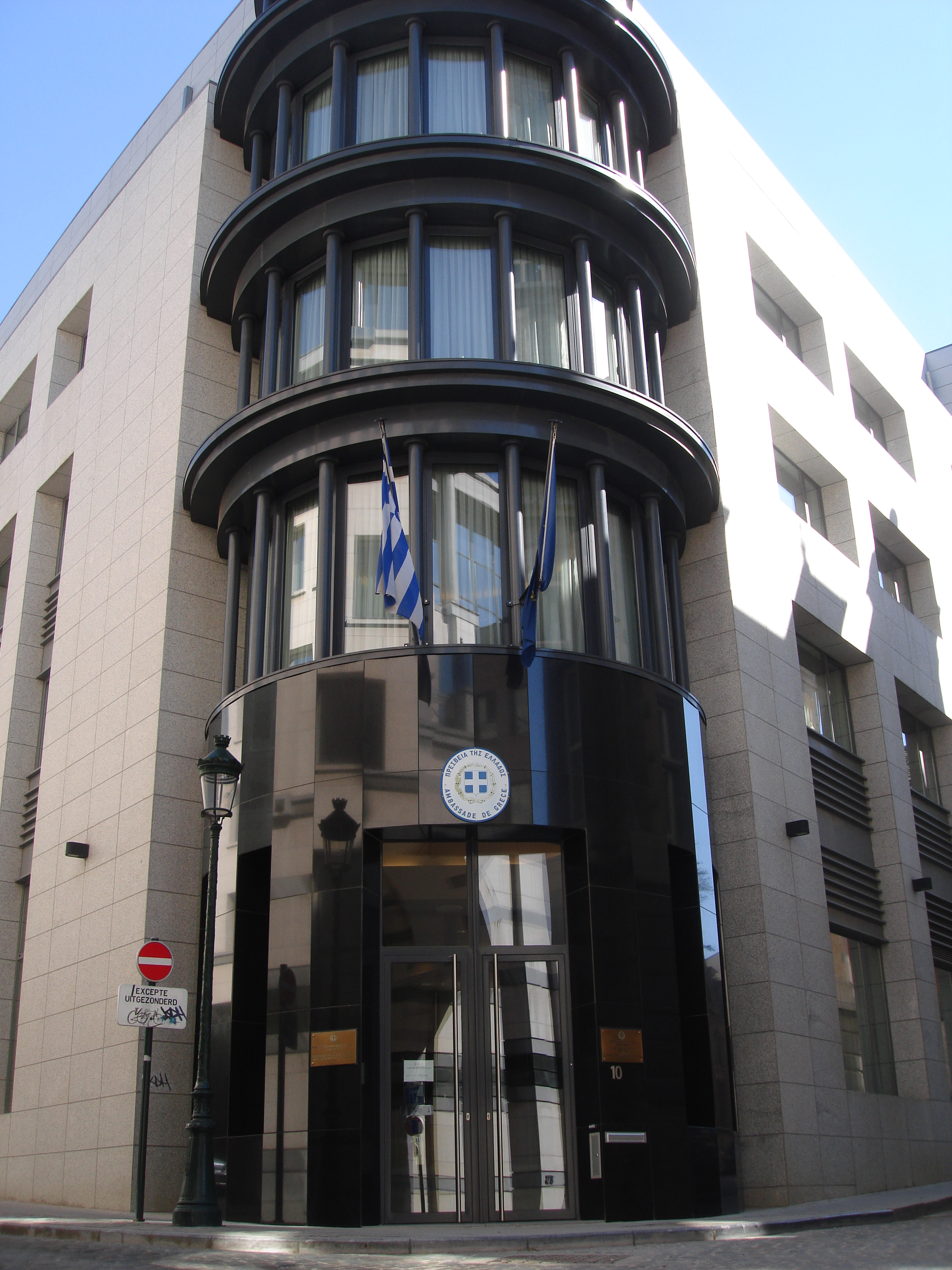
브뤼셀 주재 그리스 대사관

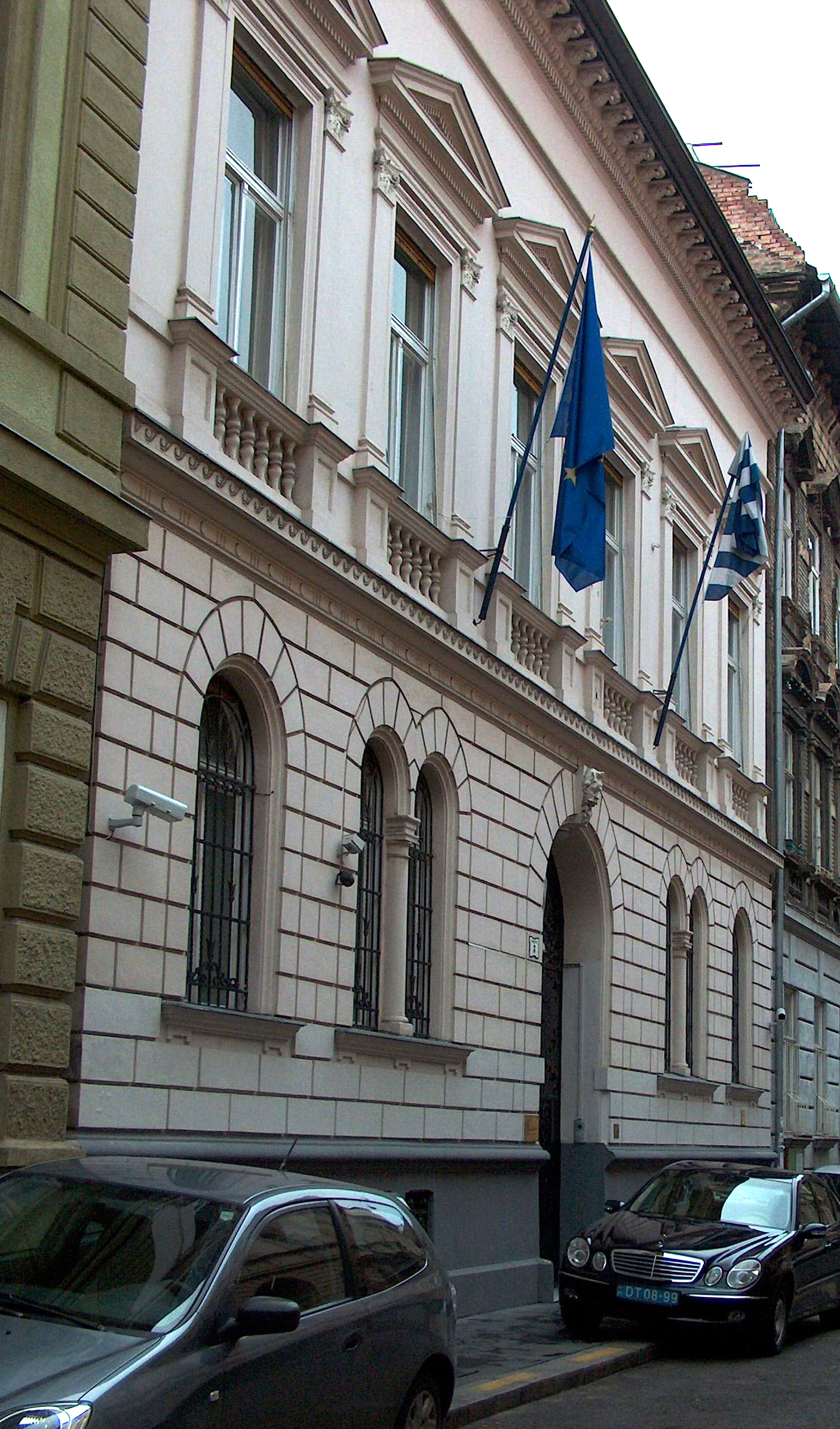
부다페스트 주재 그리스 대사관

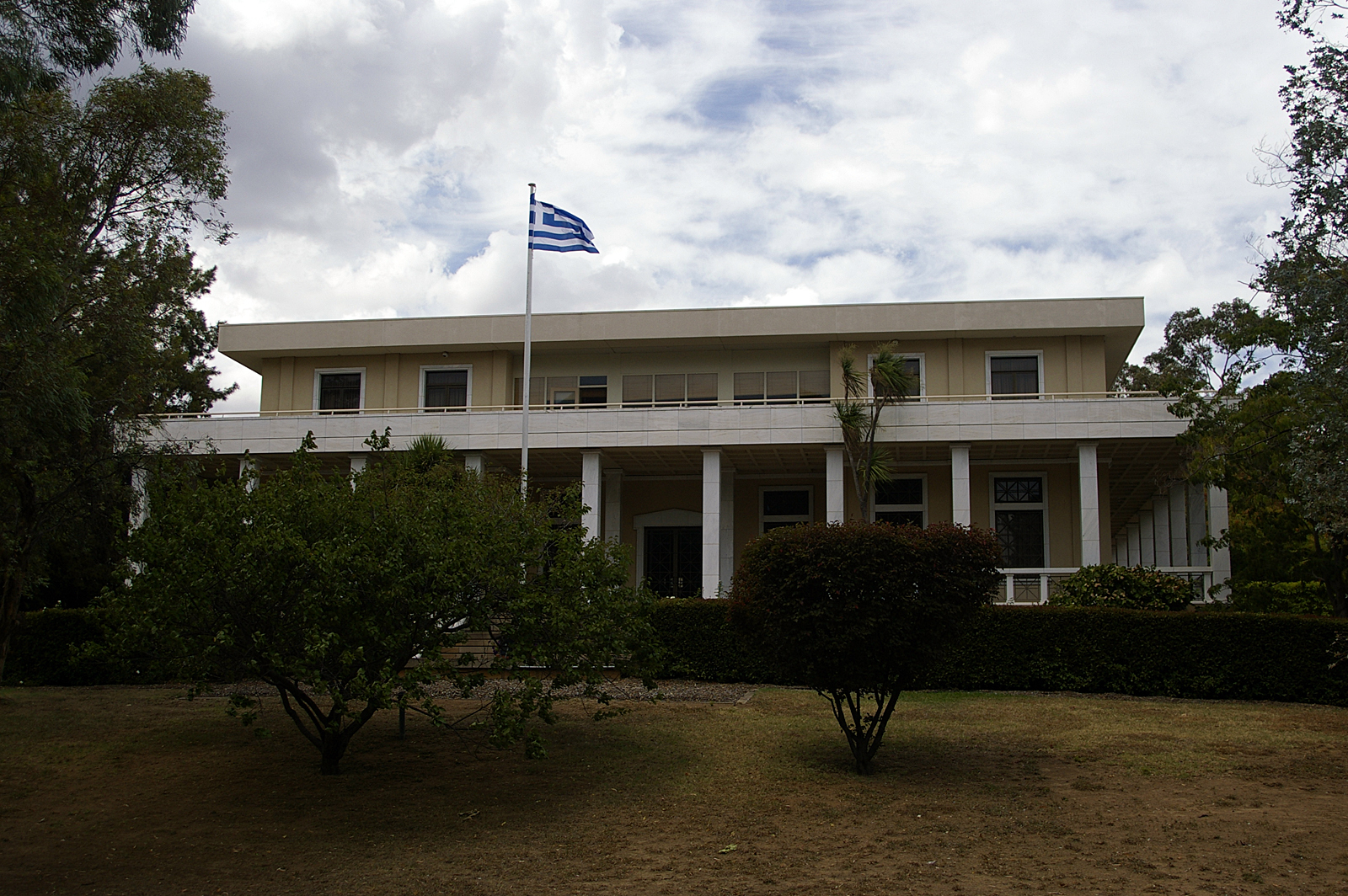
캔버라 주재 그리스 대사관

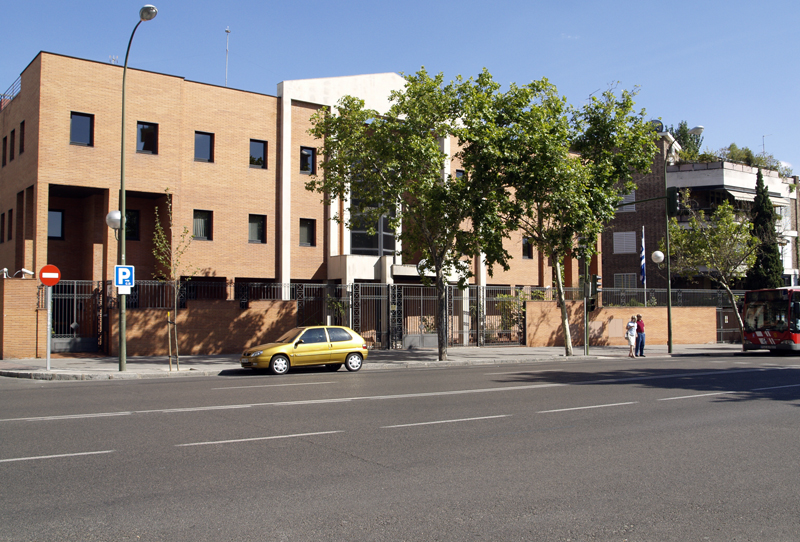
마드리드 주재 그리스 대사관

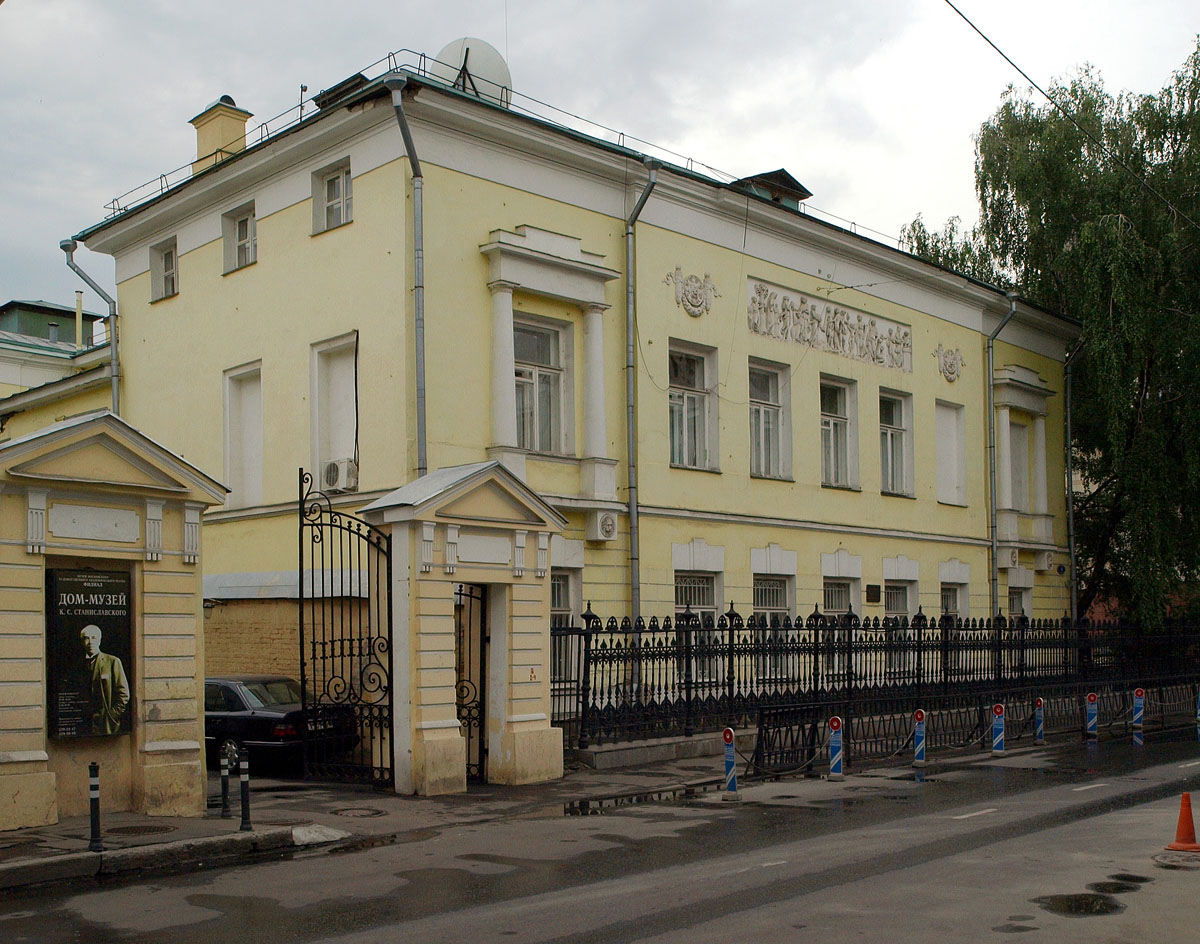
모스크바 주재 그리스 대사관

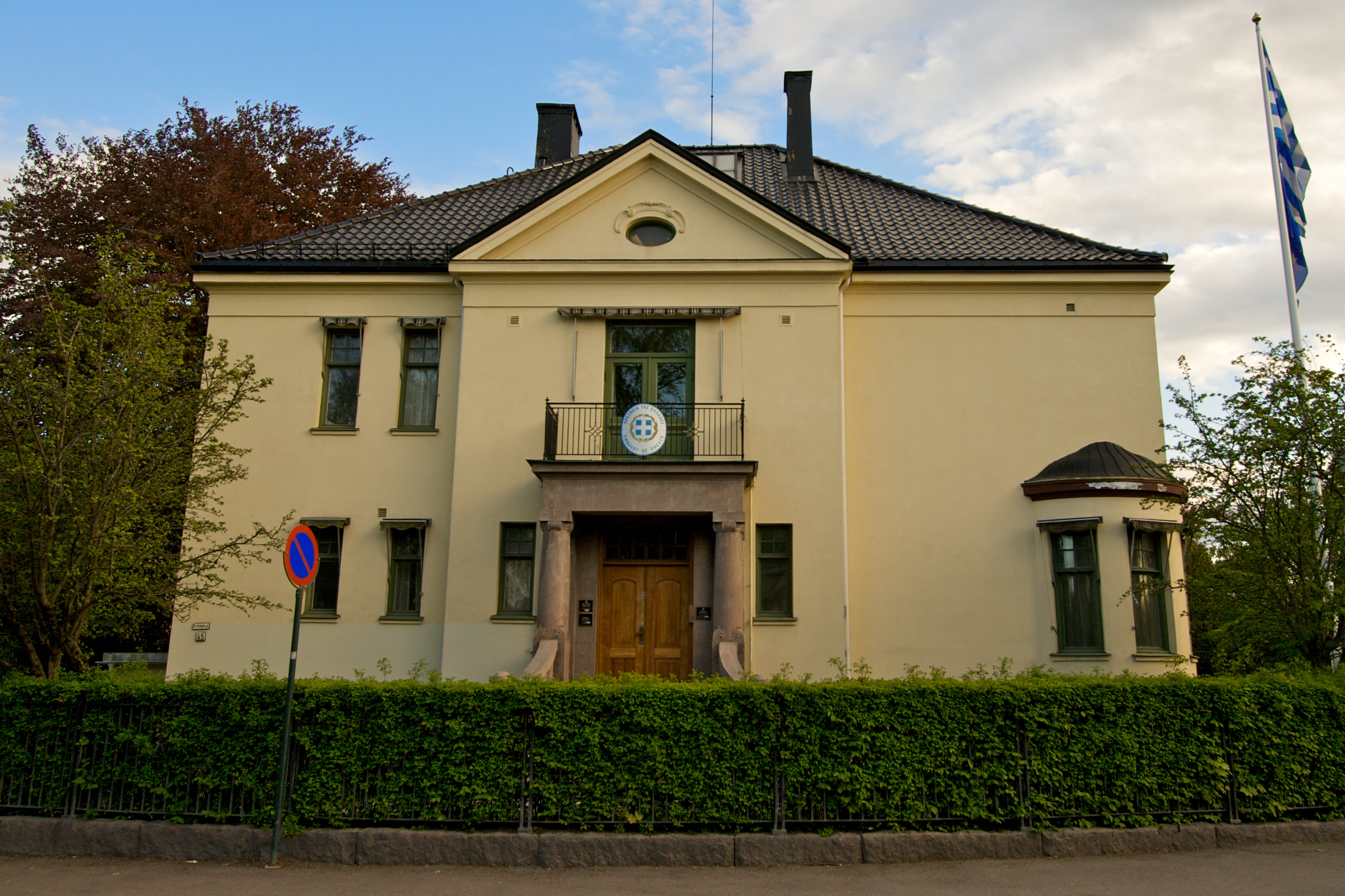
오슬로 주재 그리스 대사관

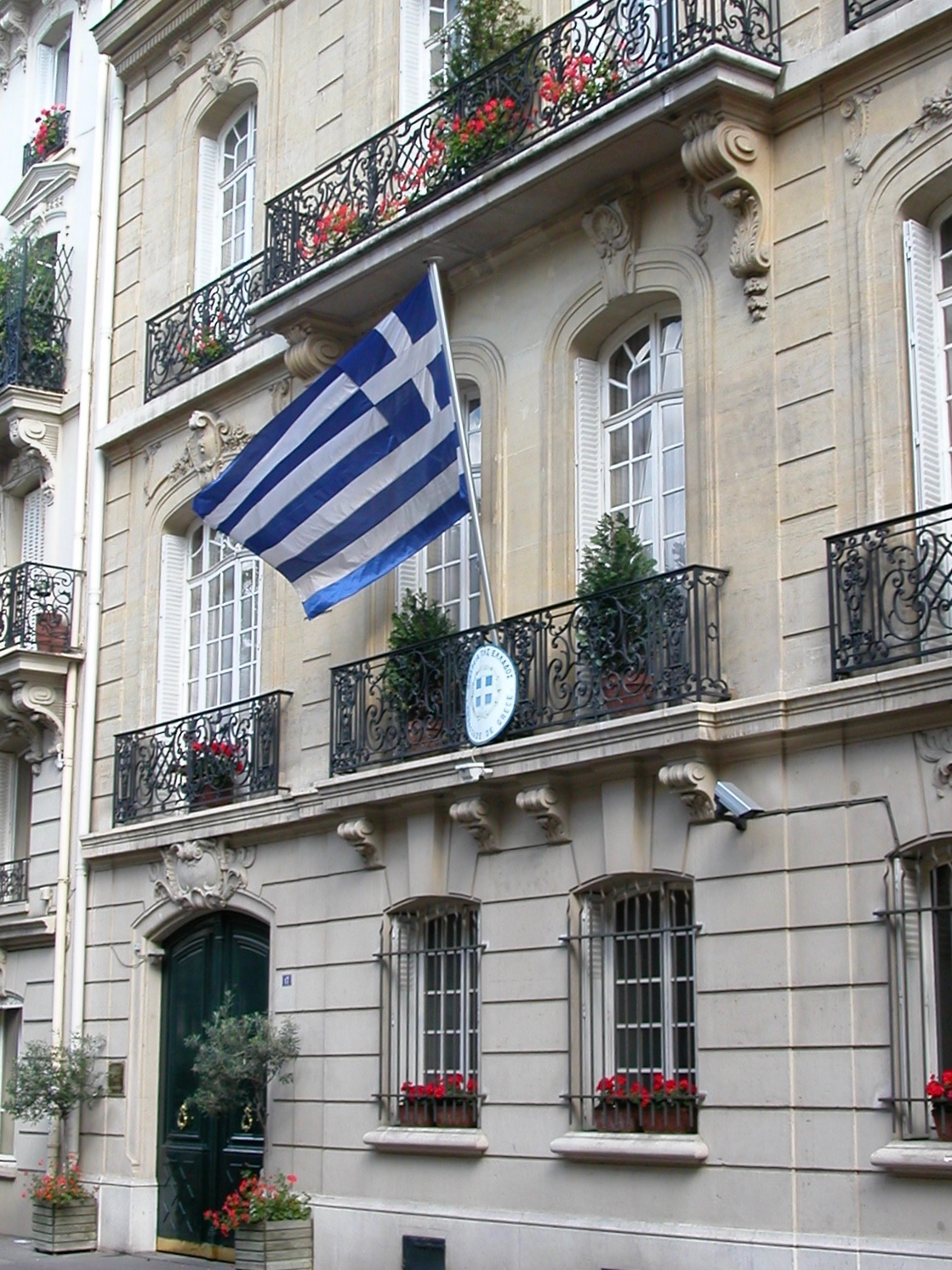
파리 주재 그리스 대사관

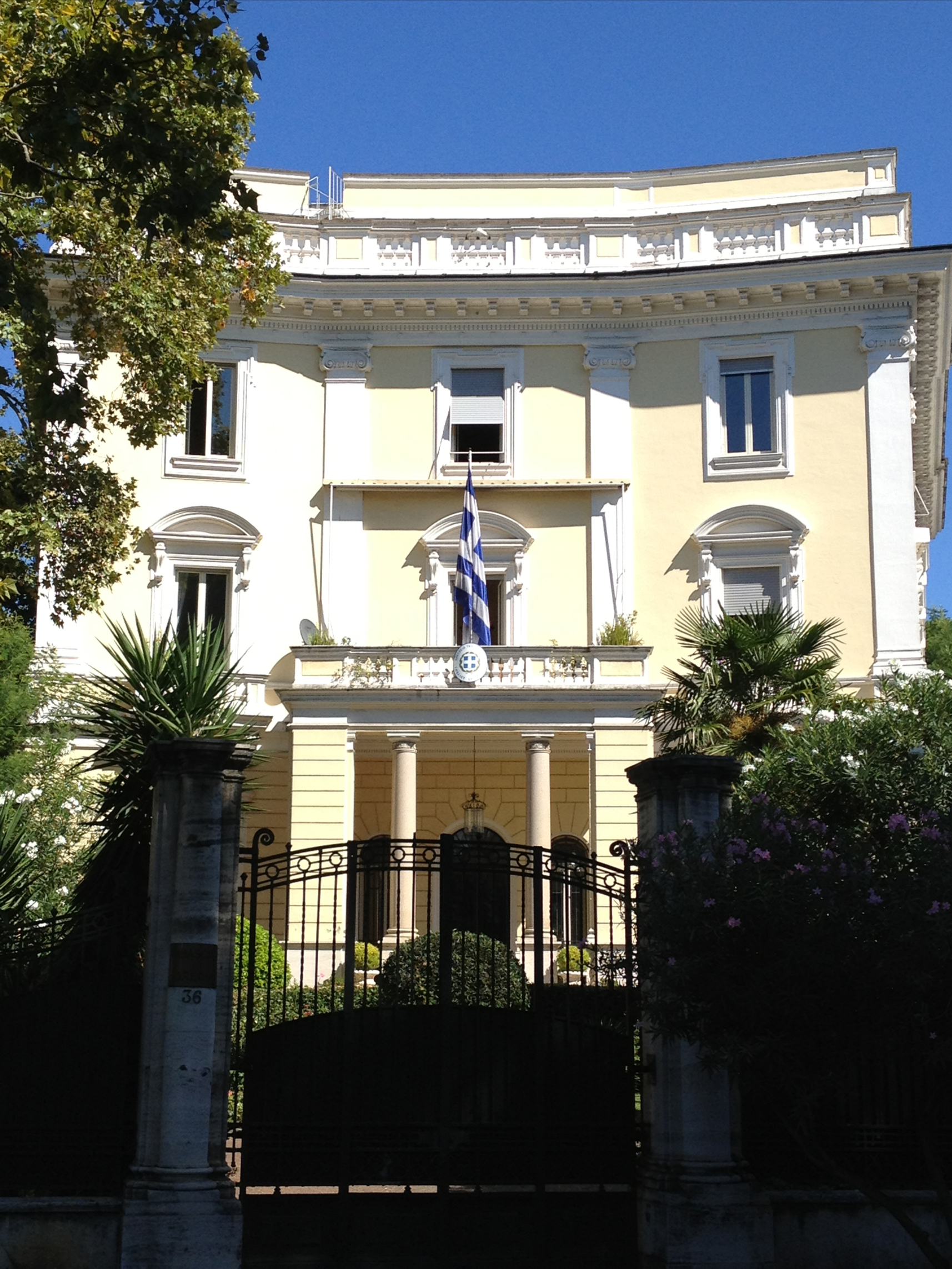
로마 주재 그리스 대사관

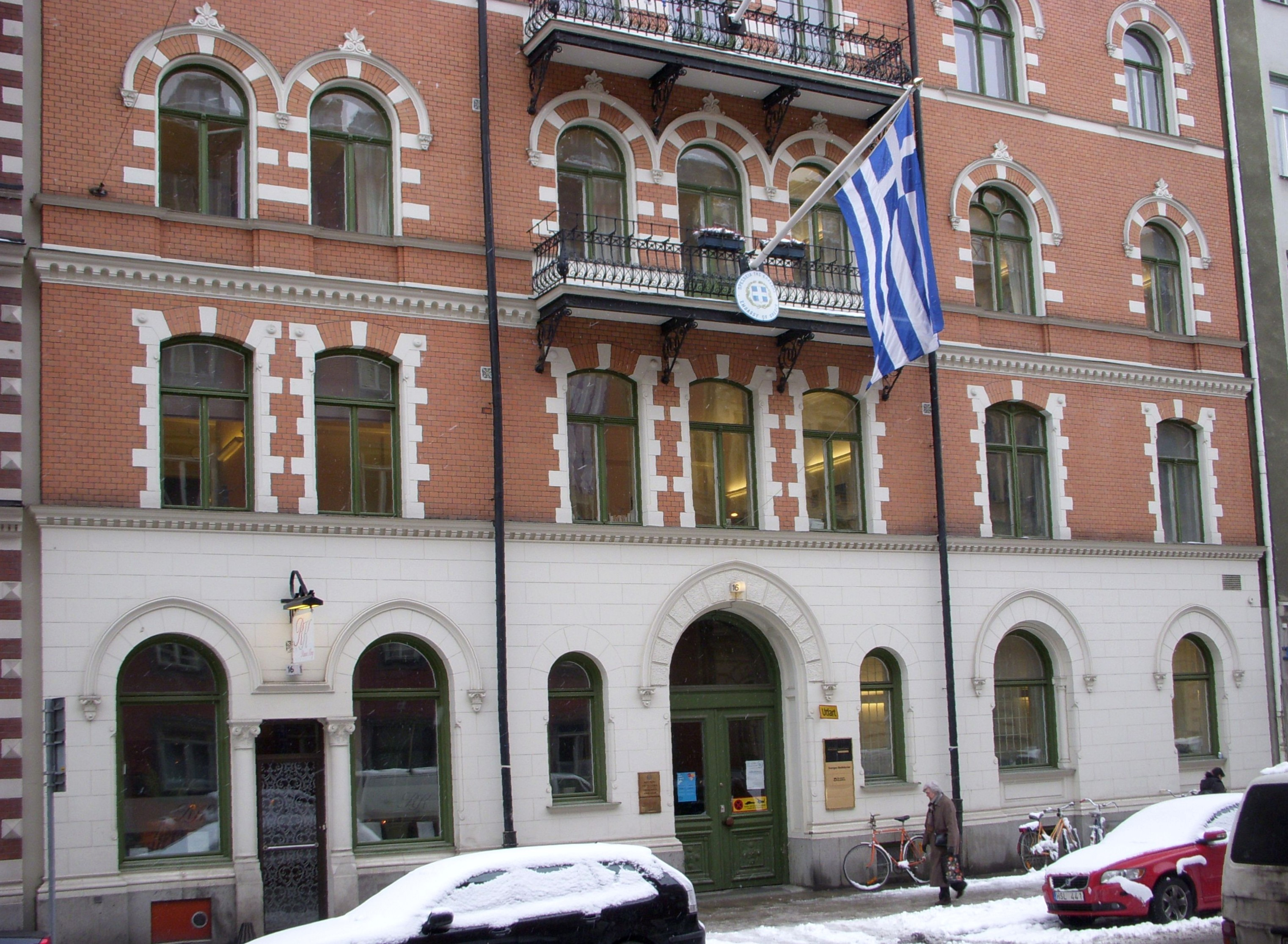
스톡홀름 주재 그리스 대사관

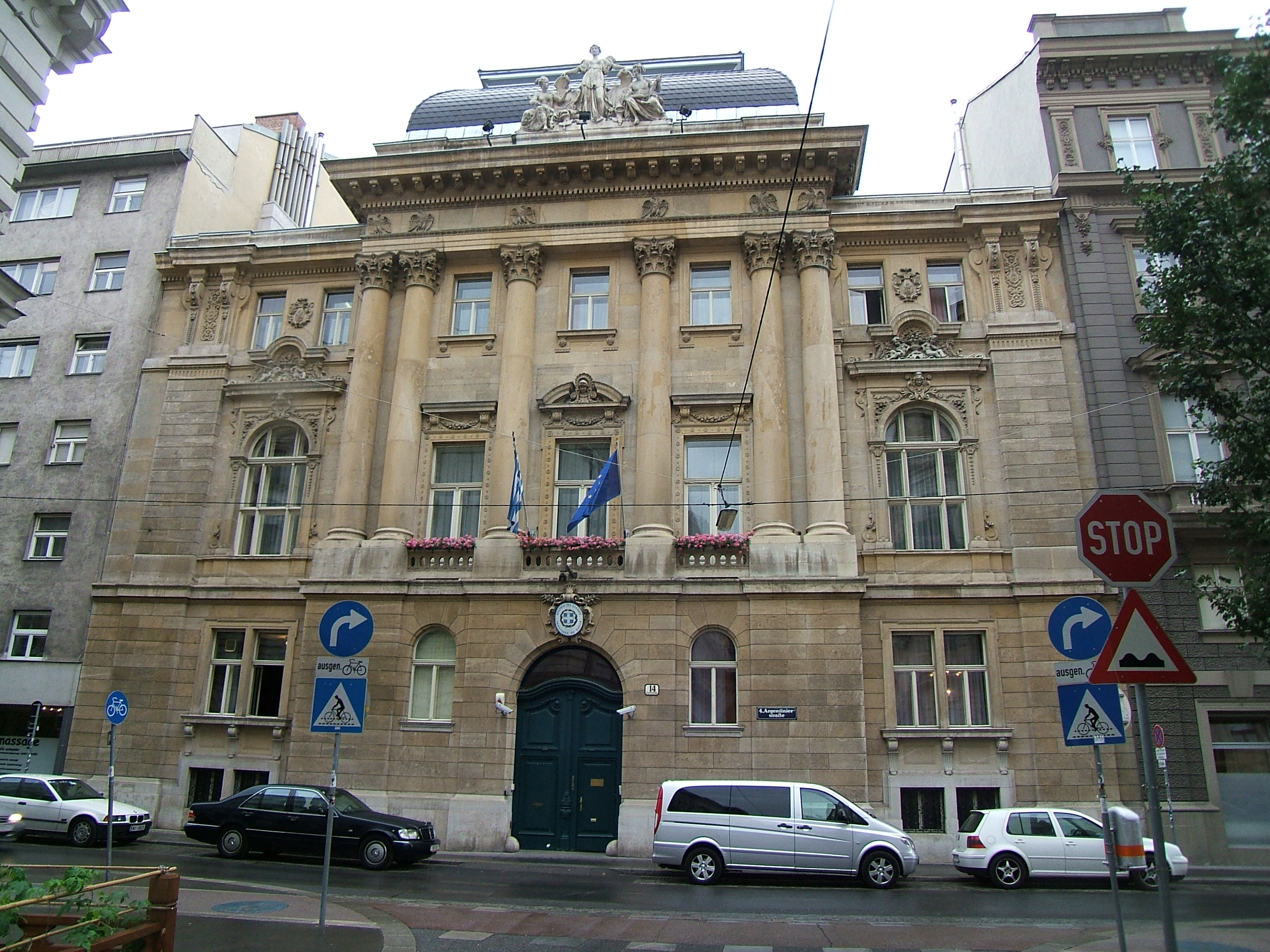
빈 주재 그리스 대사관

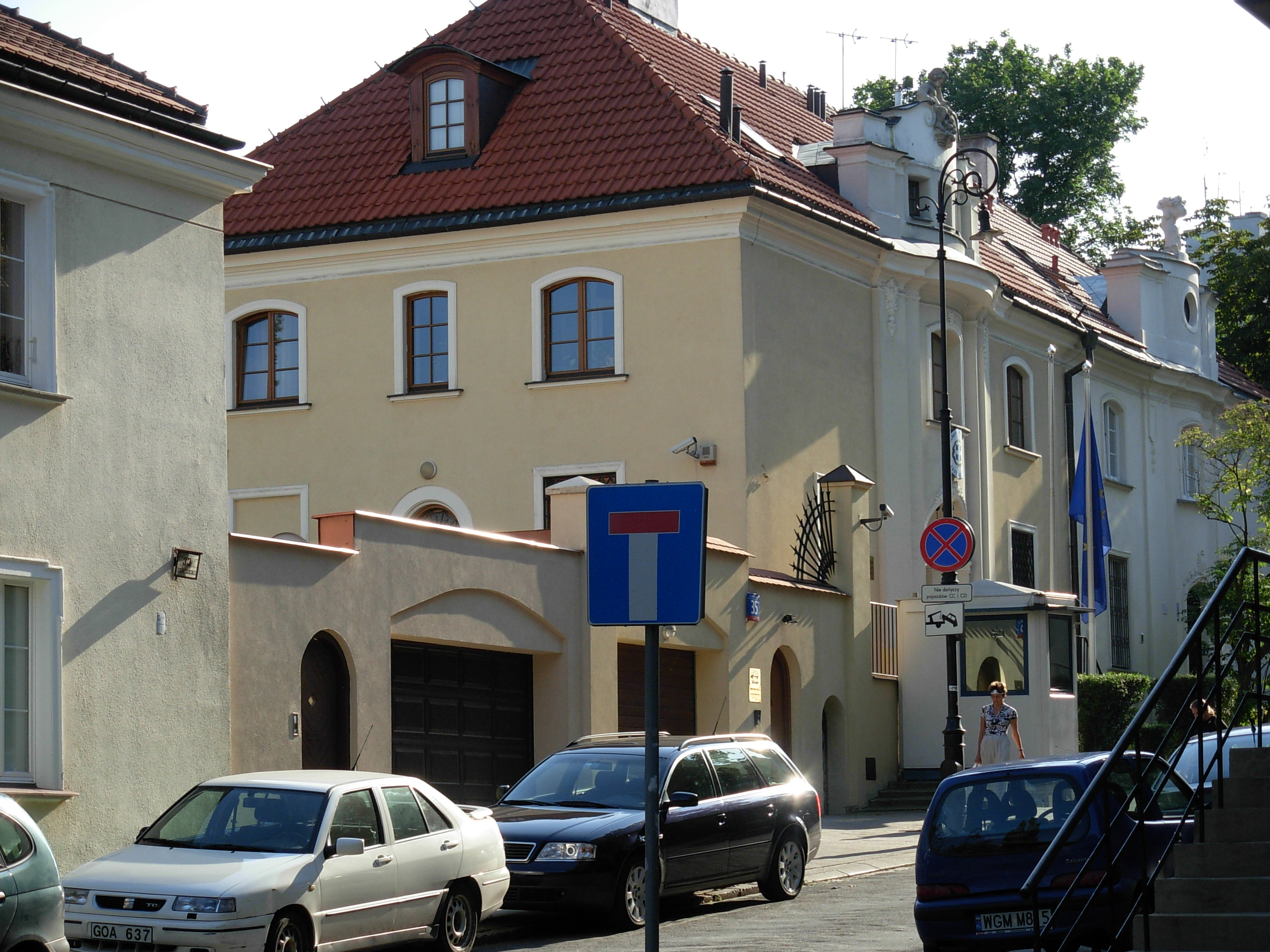
바르샤바 주재 그리스 대사관

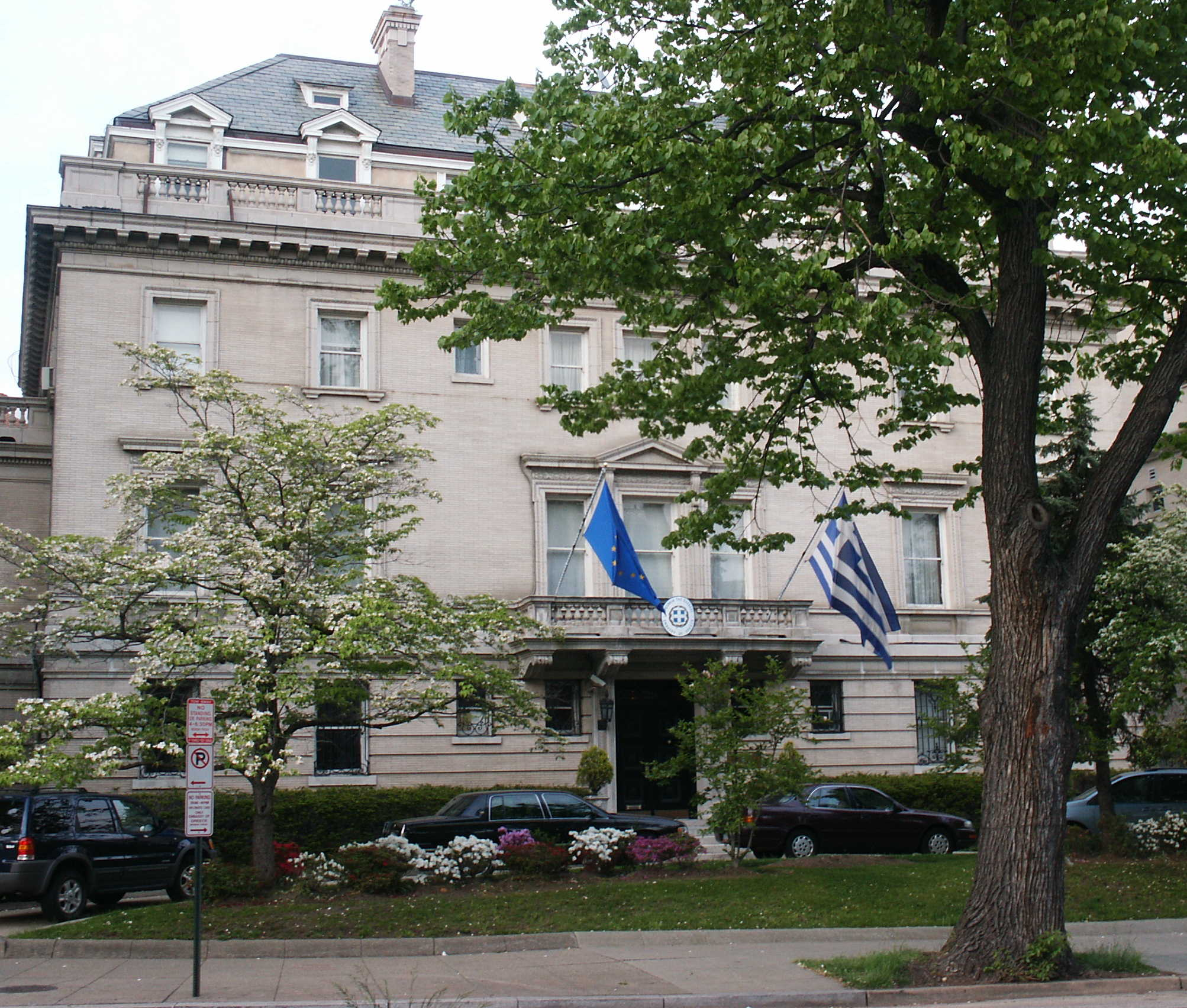
워싱턴 D.C. 주재 그리스 대사관

그리스의 재외공관 목록은 그리스 주재 대사관을 각국에 상주시켜 놓는 것을 의미하며 그리스의 재외공관을 나열한 목록이다.

## 아프리카
- 알제리
  - 알제 (대사관)
- 콩고 민주 공화국
  - 킨샤사 (대사관)
- 이집트
  - 카이로 (대사관), 알렉산드리아 (총영사관)
- 에티오피아
  - 아디스아바바 (대사관)
- 케냐
  - 나이로비 (대사관)
- 리비아
  - 트리폴리 (대사관)
- 모로코
  - 라바트 (대사관)
- 나이지리아
  - 아부자 (대사관)
- 남아프리카 공화국
  - 프리토리아 (대사관), 요하네스버그 (총영사관), 케이프타운 (영사관), 더반 (영사관)
- 수단
  - 하르툼 (대사관)
- 튀니지
  - 튀니스 (대사관)
- 짐바브웨
  - 하라레 (대사관)

## 아메리카
- 아르헨티나
  - 부에노스아이레스 (대사관)
- 브라질
  - 브라질리아 (대사관), 상파울루 (총영사관)
- 캐나다
  - 오타와 (대사관), 몬트리올 (총영사관), 토론토 (총영사관), 밴쿠버 (총영사관)
- 칠레
  - 산티아고 (대사관)
- 쿠바
  - 아바나 (대사관)
- 멕시코
  - 멕시코시티 (대사관)
- 페루
  - 리마 (대사관)
- 미국
  - 워싱턴 D.C. (대사관), 보스턴 (총영사관), 시카고 (총영사관), 로스앤젤레스 (총영사관), 뉴욕 (총영사관), 샌프란시스코 (총영사관), 탬파 (총영사관), 애틀랜타 (영사관), 휴스턴 (영사관)
- 우루과이
  - 몬테비데오 (대사관)
- 베네수엘라
  - 카라카스 (대사관)

## 아시아
- 아르메니아
  - 예레반 (대사관)
- 아제르바이잔
  - 바쿠 (대사관)
- 중화인민공화국
  - 베이징시 (대사관), 광저우시 (총영사관), 홍콩 (총영사관), 상하이시 (총영사관)
- 조지아
  - 트빌리시 (대사관)
- 인도
  - 뉴델리 (대사관)
- 인도네시아
  - 자카르타 (대사관)
- 이란
  - 테헤란 (대사관)
- 이라크
  - 바그다드 (대사관)
- 이스라엘
  - 텔아비브 (대사관), 예루살렘 (총영사관)
- 일본
  - 도쿄도 (대사관)
- 요르단
  - 암만 (대사관)
- 카자흐스탄
  - 아스타나 (대사관)
- 대한민국
  - 서울특별시 (대사관)
- 쿠웨이트
  - 쿠웨이트시티 (대사관)
- 레바논
  - 베이루트 (대사관)
- 파키스탄
  - 이슬라마바드 (대사관)
- 필리핀
  - 마닐라 (대사관)
- 카타르
  - 도하 (대사관)
- 사우디아라비아
  - 리야드 (대사관), 지다 (총영사관)
- 태국
  - 방콕 (대사관)
- 튀르키예
  - 앙카라 (대사관), 이스탄불 (총영사관), 이즈미르 (총영사관), 에디르네 (영사관)
- 아랍에미리트
  - 아부다비 (대사관)
- 베트남
  - 하노이 (대사관)

## 유럽
- 알바니아
  - 티라나 (대사관), 지로카스터르 (총영사관), 코르처 (총영사관)
- 오스트리아
  - 빈 (대사관)
- 벨기에
  - 브뤼셀 (대사관)
- 보스니아 헤르체고비나
  - 사라예보 (대사관)
- 불가리아
  - 소피아 (대사관), 플로브디프 (총영사관)
- 크로아티아
  - 자그레브 (대사관)
- 키프로스
  - 니코시아 (대사관)
- 체코
  - 프라하 (대사관)
- 덴마크
  - 코펜하겐 (대사관)
- 에스토니아
  - 탈린 (대사관)
- 핀란드
  - 헬싱키 (대사관)
- 프랑스
  - 파리 (대사관), 마르세유 (총영사관)
- 독일
  - 베를린 (대사관), 쾰른 (총영사관), 뒤셀도르프 (총영사관), 프랑크푸르트암마인 (총영사관), 함부르크 (총영사관), 하노버 (총영사관), 라이프치히 (총영사관), 뮌헨 (총영사관), 슈투트가르트 (총영사관)
- 바티칸 시국
  - 바티칸 시국 (대사관)
- 헝가리
  - 부다페스트 (대사관)
- 아일랜드
  - 더블린 (대사관)
- 이탈리아
  - 로마 (대사관), 밀라노 (총영사관), 나폴리 (총영사관), 베네치아 (총영사관)
- 코소보
  - 프리슈티나 (연락 사무소)
- 라트비아
  - 리가 (대사관)
- 리투아니아
  - 빌뉴스 (대사관)
- 룩셈부르크
  - 룩셈부르크 시 (대사관)
- 북마케도니아
  - 스코페 (연락 사무소), 비톨라 (영사 사무소)
- 몰타
  - 발레타 (대사관)
- 몬테네그로
  - 포드고리차 (대사관)
- 네덜란드
  - 헤이그 (대사관), 로테르담 (총영사관)
- 노르웨이
  - 오슬로 (대사관)
- 폴란드
  - 바르샤바 (대사관)
- 포르투갈
  - 리스본 (대사관)
- 루마니아
  - 부쿠레슈티 (대사관)
- 러시아
  - 모스크바 (대사관), 노보로시스크 (총영사관), 상트페테르부르크 (총영사관)
- 세르비아
  - 베오그라드 (대사관), 니시 (총영사관)
- 슬로바키아
  - 브라티슬라바 (대사관)
- 슬로베니아
  - 류블랴나 (대사관)
- 스페인
  - 마드리드 (대사관)
- 스웨덴
  - 스톡홀름 (대사관)
- 스위스
  - 베른 (대사관), 제네바 (총영사관)
- 우크라이나
  - 키예프 (대사관), 마리우폴 (총영사관), 오데사 (총영사관)
- 영국
  - 런던 (대사관)

## 오세아니아
- 오스트레일리아
  - 캔버라 (대사관), 애들레이드 (총영사관), 멜버른 (총영사관), 시드니 (총영사관), 퍼스 (영사관)

## 대표부
- EU, NATO 그리스 정부 대표부 : 브뤼셀
- UN 그리스 정부 대표부 : 제네바, 뉴욕
- 국제 민간 항공 기구(ICAO) 그리스 정부 대표부 : 몬트리올
- UNESCO, OECD 그리스 정부 대표부 : 파리
- 유럽 평의회 그리스 정부 대표부 : 스트라스부르
- 유럽 안보 협력 기구 그리스 정부 대표부 : 빈

## 같이 보기
- 그리스의 대외 관계